# Cuori in burrasca (film 1933)
Cuori in burrasca (Tugboat Annie) è un film statunitense del 1933 diretto da Mervyn LeRoy. La sceneggiatura si basa su Tugboat Annie, storie brevi di Norman Reilly Raine pubblicate su The Saturday Evening Post.

## Produzione
Per il sonoro, si usò il sistema mono Western Electric Sound System. Parte del film fu girato nella città e nei dintorni di Seattle.
Hollywood Reporter del 24 luglio 1933 riportava che Mervyn LeRoy, finito il film, lasciò il set per andare a preparare un'altra pellicola per la Warner Bros. e allorq la MGM affidò a Sam Wood il compito di rigirare alcune scene.

### Soggetto
La prima storia di Tugboat Annie fu pubblicata su The Saturday Evening Post l'11 luglio 1931; le altre uscirono frequentemente su questa rivista fino al 1971, anno della morte del suo autore, Norman Reilly Raine. Un libro di Raine dallo stesso titolo fu pubblicato a New York nel 1934.

## Distribuzione
Distribuito dalla Metro-Goldwyn-Mayer, uscì nelle sale statunitensi il 4 agosto 1933 con il titolo originale Tugboat Annie. Entrò nella lista dei dieci maggiori incassi dei film del 1933.
In Italia, il film - distribuito dalla Metro - ottenne il visto di censura n° 28276 nell'aprile 1934. In Finlandia, fu distribuito il 21 ottobre 1934 con il titolo Hinaajan kannella.